# Korolówka
Korolówka [koro'lufka] ist ein polnisches Dorf der Landgemeinde Włodawa im Powiat Włodawski der Woiwodschaft Lublin, direkt an der Grenze zu Belarus. Es liegt ungefähr sechs Kilometer nordwestlich von Włodawa und 75 km nordöstlich der regionalen Hauptstadt Lublin.
Zur Landgemeinde gehören neben 13 weiteren, die drei Schulzenämter Korolówka, Korolówka-Kolonia (Kolonie) und Korolówka-Osada (Siedlung).
| Schulzenamt       | Einwohner | Lage   |
| ----------------- | --------- | ------ |
| Korolówka         | 319       | (Lage) |
| Korolówka-Kolonia | 111       | (Lage) |
| Korolówka-Osada   | 521       | (Lage) |